# Workingman’s Dead
Workingman’s Dead ist das vierte Studioalbum der Band Grateful Dead.

## Entstehungsgeschichte
Das Album wurde innerhalb von 10 Tagen aufgenommen. Als Tonstudio wurde wieder Pacific High Recording Studio in San Francisco gewählt, in dem schon das Album Aoxomoxoa aufgenommen wurde. Insbesondere Garcia war es wichtig, dass sie diesmal nicht zu viel Zeit im Tonstudio verbrachten, nachdem die Aufnahme der letzten Alben Monate dauerte. Er hatte sich drei Wochen als Frist gesetzt. Als Tontechniker und Producer des Albums verantwortlich zeichneten erneut, wie beim Vorgängeralbum, „Bob & Betty“ – der der Band seit den Anfangsjahren verbundene Bob Matthews und die Live-Aufnahmetechnikerin der Grateful Dead, Betty Cantor-Jackson.
Zusätzlich zu den Schulden der Band bei Warner Records Bros., bedingt durch das teure und schwer verkäufliche Album Aoxomoxoa, veruntreute ihr Manager Lenny Hart, der Vater ihres Drummers Mickey Hart, ca. 155.000 US-Dollar und verschwand daraufhin spurlos. Die Band verarbeitete dieses Ereignis im Song He’s Gone auf dem Album Europe ’72. Mickey Hart verließ im Februar 1971 daraufhin die Band und kehrte erst 1975 als volles Mitglied wieder zurück.
Die meisten Songs stammen aus der Partnerschaft von Jerry Garcia und Robert Hunter, die wiederum von der Bandfreundschaft zu Crosby, Stills & Nash inspiriert worden sind.
Vom Album wurden zuerst „Uncle John’s Band“ und „New Speedway Boogie“ (auf der B-Seite) als Singles veröffentlicht, welche jedoch von den Radiostationen aufgrund Problemen mit der Länge selten gespielt wurden. Dennoch wurde „Uncle John’s Band“ von Rock and Roll Hall of Fame als einer der wichtigsten 500 Songs des Rock’n’Rolls gewählt. Später wurde noch „Casey Jones“ als Single veröffentlicht.
2001 wurde eine überarbeitete Version der acht Lieder und acht weitere von Rhino Records für das Boxset The Golden Road (1965–1973) auf den Markt gebracht, die dann auch 2003 als einzelne CD als auch Audio-DVD veröffentlicht wurden.

## Erfolge
In den US-Albumcharts erreichte das Album den Platz 27.
Am 7. Juli 1974 erreichte das Album den Goldstatus und am 13. Oktober 1984 den Platinstatus.
Rolling Stone wählte das Album auf Platz 264 der 500 besten Alben aller Zeiten.
Nachdem die letzten Alben eher dem psychedelischen Rock zuzurechnen sind, fand es allgemeine Zustimmung, dass Grateful Dead bei diesem Album wieder vermehrt Folk-Rock und Bluesrock spielte. Zudem wurde das Album 1970 von den Lesern des Rolling Stones als bestes Album des Jahres gewählt; vor Crosby, Stills, Nash and Young’s Déjà Vu und Van Morrisons Moondance. Es wird als das Album angesehen, das die Wende der Band von exzessiven musikalischen Studioexperimenten zu einem eingängigeren und kommerzielleren Stil kennzeichnete.

## Trivia
Der Name des Albums beruht auf einem Kommentar von Jerry Garcia, dem Bandleader, zu Robert Hunter, einem der Songwriter der Band, nachdem die Band den Song „Workingman’s Blues“ von Merle Haggard auf einem Konzert gecovert hatten. Garcias Kommentar lautete: „..this album was turning into the Workingman’s Dead version of the band“.

## Titelliste
Soweit nicht anders vermerkt, wurden die Lieder von Garcia und Hunter geschrieben.
1970 LP

### Seite 1
1. „Uncle John’s Band“ – 4:42
2. „High Time“ – 5:12
3. „Dire Wolf“ – 3:11
4. „New Speedway Boogie“ – 4:01

### Seite 2
1. „Cumberland Blues“ (Jerry Garcia, Robert Hunter, Phil Lesh) – 3:14
2. „Black Peter“ – 5:41
3. „Easy Wind“ (Robert Hunter) – 4:57
4. „Casey Jones“ – 4:24

### 2003 CD
1. „Uncle John’s Band“ – 4:45
2. „High Time“ – 5:14
3. „Dire Wolf“ – 3:14
4. „New Speedway Boogie“ – 4:06
5. „Cumberland Blues“ (Jerry Garcia, Robert Hunter, Phil Lesh) – 3:16
6. „Black Peter“ – 5:43
7. „Easy Wind“ (Robert Hunter) – 4:58
8. „Casey Jones“ – 4:38
9. „New Speedway Boogie“ – 4:10
10. „Dire Wolf“ (live) – 2:31
11. „Black Peter“ (live) – 9:07
12. „Easy Wind“ (live) – 8:09
13. „Cumberland Blues“ (live) – 4:52
14. „Mason’s Children“ (live) (Jerry Garcia, Robert Hunter, Phil Lesh, Bob Weir) – 6:32
15. „Uncle John’s Band“ (live) – 7:57
16. „Radio Promo“ – 1:00